# Gapmer
Los gapmers son estructuras cortas de oligonucleótidos antisentido de ADN con segmentos similares al ARN en ambos lados de la secuencia. Estas piezas de información genética están diseñadas para hibridarse con una región diana de ARN y silenciar el gen a través de la inducción de la escisión por la RNasa H. La unión del gapmer a la región diana tiene una mayor afinidad debido a las regiones flanqueantes de ARN modificadas, así como resistencia a la degradación por nucleasas. Actualmente, los gapmers se están usando como terapias para una variedad de cánceres, virus y otros trastornos genéticos crónicos.

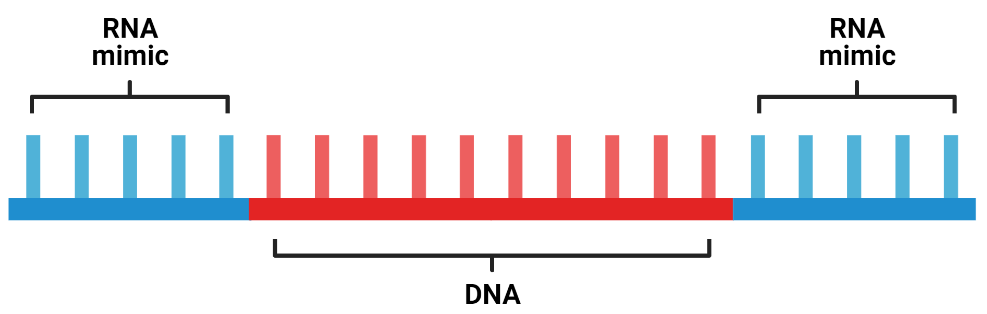
Estructura del gapmer

## Estructura química
Los gapmers están compuestos por hebras cortas de ADN flanqueadas por hebras miméticas al ARN. Las hebras miméticas se componen típicamente de ácidos nucleicos bloqueados (LNA), 2'-OMe o bases modificadas 2'-F. Las secuencias de LNA son análogos de ARN que están "bloqueados" en una conformación ideal de emparejamiento de bases de Watson-Crick . Los gapmers a menudo utilizan nucleótidos modificados con grupos fosforotioato (PS).

## Mecanismo de acción
El mecanismo de acción terapéutica del silenciamiento de genes se basa en la degradación a través de la acción de la RNasa H. Casi todos los organismos utilizan esta familia de enzimas (RNasa) para degradar los híbridos de ADN-ARN como defensa contra las infecciones virales. En la síntesis de proteínas, el ADN se transcribe primero en ARNm y luego se traduce en una secuencia de aminoácidos . Los gapmers aprovechan este mecanismo biológico al unirse al ARNm diana. En humanos, el dúplex de ADN-ARNm gapmer es degradado por la RNasa H1. De esta manera, la degradación del ARNm impide la síntesis de proteínas

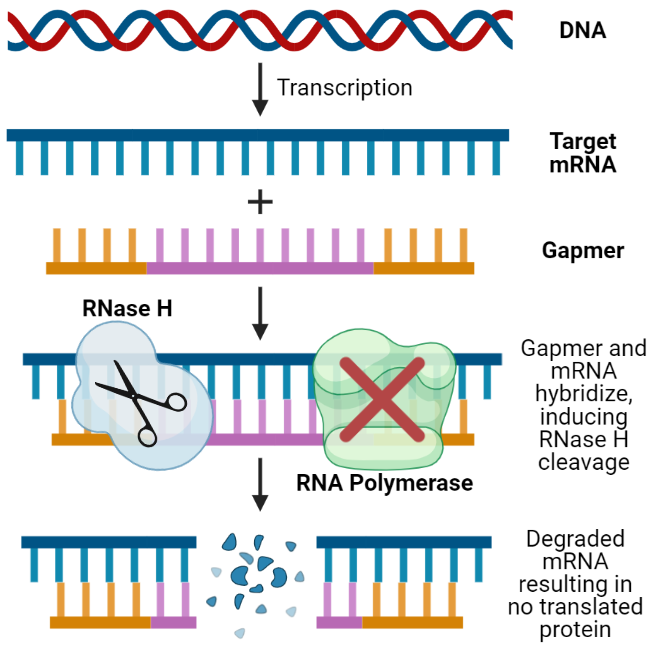
Mecanismo de acción del Gapmer

## Ventajas
La estructura química del gapmer está diseñada para aumentar la resistencia a la degradación por nucleasas y mejorar la estabilidad in vivo. Las bases modificadas LNA, 2'-OMe o 2'-F son análogos químicos de ARN naturales. Estas modificaciones permiten un aumento de la resistencia a la degradacion por nucleasas, una reducida inmunogenicidad y una disminución de la toxicidad. Los gapmers también tienen una alta afinidad de unión al ARNm diana. Esta alta afinidad reduce los efectos fuera de la región diana, la unión no específica y el silenciamiento génico no deseado

## Terapéutica

### Mipomersen (Kynamro)
Kynamro fue aprobado por la  FDA en enero del 2013 para el tratamiento de la hipercolesterolemia familiar homocigota (HoFH). Este fármaco, desarrollado por Ionis Pharmaceuticals y comercializado por Genzyme Corporation, se administra por vía subcutánea en forma de solución de mipomersen sódico. La estructura química está compuesta por una cadena de 20 nucleótidos (20 mer) con modificaciones en el esqueleto de fosforotioato (PS) y sustituciones de ribosa 2'-O-metoxietilo (MOE). Kynamro se dirige al ARNm del gen APOB, que codifica la proteína Apolipoproteína B-100, un componente de la lipoproteína de baja densidad (LDL). La unión de mipomersen al ARNm de APOB bloquea eficazmente la traducción de ApoB-100, y el híbrido de ARN-gapmer luego es degradado por la enzima RNasa H. Kynamro tiene una vida media de eliminación de aproximadamente 1 a 2 meses

### Inotersen (Tegsedi)
Tegsedi, desarrollado y comercializado por Ionis Pharmaceuticals, fue aprobado por la FDA en octubre de 2018 para el tratamiento de la amiloidosis por transtiretina hereditaria (hATTR). La estructura química de Tegsedi es de un oligonucleótido de 20 mer con modificaciones del esqueleto PS y sustituciones de ribosa 2'-MOE. Tegsedi, en forma de solución de inotersén sódico, se administra por vía subcutánea semanalment. Inotersen se une al ARNm que codifica la proteína transtiretina, y  bloquea la traducción del ARNm y recluta enzimas RNasa para degradar el híbrido gapmer-ARN. Esto reduce el nivel de transtiretina en el suero sanguíneo, que se ha demostrado que trata los síntomas de la polineuropatía en pacientes con hATTR

## Seguridad
Los Gapmers tienen el potencial de causar efectos no deseados y fuera del objetivo. Estos efectos fuera del objetivo se producen cuando el gapmer se une al ARNm con un grado suficiente de complementariedad con el ARNm objetivo, bloqueando o regulando la disminución de la traducción de proteínas no deseadas. Las consecuencias funcionales de los efectos fuera de la región diana del gapmer pueden variar ampliamente, según las proteínas afectadas y el grado de disminución de la regulación. Las terapias basadas en Gapmers también tienen el potencial de efectos secundarios. Por ejemplo, se ha demostrado que Kynamro induce reacciones inflamatorias en el lugar de la inyección, náuseas, dolores de cabeza, síntomas similares a los de la gripe y reacciones hepatotóxicas. Los efectos secundarios de Inotersen incluyen trombocitopenia, glomerulonefritis, reacciones inflamatorias en la zona de la inyección, náuseas, dolor de cabeza, fatiga y fiebre